# Metalopha ingloria
Metalopha ingloria är en fjärilsart som beskrevs av Max Wilhelm Karl Draudt 1933. Metalopha ingloria ingår i släktet Metalopha och familjen nattflyn. Inga underarter finns listade i Catalogue of Life.